# Livros de Jeu
Os Livros de Jeu são dois textos gnósticos considerados como parte dos Apócrifos do Novo Testamento. A mais antiga cópia existente foi escrita em copta e é parte do Códice Bruce, datado do século III d.C.

## O texto
Uma das características mais raras dos Livros de Jeu é que eles consistem predominantemente de encantos místicos e diagramas esotéricos, muitas vezes incluindo círculos concêntricos e quadrados. Como muitos dos ensinamentos gnósticos, ele foi pensado para ser entendido somente após um certo nível de compreensão fosse alcançado. Por isso, ao usuário não-iniciado, ele é um tanto obscuro, tanto no conteúdo quanto no objetivo. O texto só foi redescoberto recentemente e ainda não existe muita pesquisa acadêmica sobre eles.